# Enicurus immaculatus
El torrentero dorsinegro (Enicurus immaculatus) es una especie de ave paseriforme de la familia Muscicapidae propia de la región indomalaya. Es un pájaro blanco y negro de mediano tamaño y con la cola muy larga, con una longitud de pico a cola entre 20,5 y 23 cm. Sus partes superiores son principalmente negras, mientras que su pecho y vientre son blancos, también presenta una lista blanca ancha en la frente y amplias franjas blancas en las alas. Su larga cola es escalonada y profundamente ahorquillada.
Suele encontrarse en solitario, o en parejas, en las cercanías de cursos de aguas rápidas entre bosques subtropicales. Generalmente se encuentra por debajo de los 1.450 m s. n. m., pero puede llegar hasta los 2.600 m de altitud. 

## Descripción
El torrentero dorsinegro mide entre 20,5 y 23 cm de largo, y pesa entre 25 y 29  g. Las alas del macho miden entre 8,6 y 9,8 cm, y las de la hembra entre 8,6 y 9,0 cm. Su pico se extiende 2 cm del cráneo, mientras que su cola mide entre 12,4 y 12,7 cm.
Esta especie presenta una ancha lista blanca en la frente, que llega justo hasta detrás de sus ojos. El resto de su cabeza es negra, como la mayoría de las partes superiores de su cuerpo, salvo una ancha banda blanca que cruza sus alas desde las coberteras mayores hasta la base de las secundarias interiores y las terciarias. La pluma terciaria más grande es blanca, las primarias interiores tienen las puntas blancas, y la base de las secundarias tienen una pequeña línea blanca. El resto de plumas de vuelo son negras. Como los demás torrenteros, la cola de esta especie es larga, escalonada y profundamente ahorquillada. Sus plumas con negras con las puntas blancas, excepto las dos exteriores, que son blancas. La cola tiene la punta blanca, y tres bandas blancas creadas por los finales de las plumas más cortas. Su pico es negro, mientras que las patas blanquecinas o de color rosado claro. El iris de sus ojos es pardo.
El torrentero dorsinegro no presenta dimorfismo sexual, y tampoco muestra variación geográfica en su aspecto. Los juveniles carecen de la franja de la frente característica de los adultos, y las partes negras en estos son de tonos pardos o negruzcos en los juveniles. Además los juveniles tienen una mancha blanca tras el ojo, y pueden presentar escamado o moteado en los flancos, el pecho y el vientre. La cola de los juveniles generalmente es más corta, y sus mandíbula inverios es amarillenta y la superior tiene los bordes blanquecinos.
El torrentero dorsinegro es parecido al torrentero dorsigrís, aunque su espalda es más oscura y es de menor tamaño, y también es más delgado que el dorsigrís. La lista blanca de su rostro es más estrecha que las del también similar torrentero coroniblanco, del que también se distingue por su pecho blanco en lugar de negro.
Su canto son notas costas y silbadas «tseep - dew» o «hurt-zeee». Las dos sílabas de este canto a veces se emiten por separado, con un «huu» hueco y un agudo «zeee», que es algo más agudo que el canto del torrentero dorsigrís. Cuando es molestado también produce una llamada de dos notas, al igual que el dorsigrís.

## Taxonomía
El torrentero dorsinegro fue descrito científicamente en 1836 por el naturalista británico Brian H. Hodgson, a partir de un espécimen obtenido en Nepal. Originalmente fue situado en un nuevo subgénero Enicurus dentro del género Motacilla, junto a las lavanderas. Hodgson en su descripción afirmó que la especie compartía características propias de los géneros Motacilla y Turdus, y que tenía morfología intermedia, con una forma general más cercana a las especies de Turdus, y un comportamiento más cercano a las de Motacilla. Posteriormente Enicurus se clasificó como un género de la familia Turdidae. En la actualidad la especie se clasifica en la familia Muscicapidae, que incluye a los papamoscas, las tarabillas y afines.

## Distribución y hábitat
El hábitat preferido del torrentero dorsinegro son los ríos y arroyos de aguas rápidas en los bosques planifolios húmedos tropicales y subtropicales. Frecuenta las rocas dentro o junto a la corriente, además de los bancos de barro y arena que flanquean las corrientes rápidas. El extremo occidental del área de distribución de la especie está en Garhwal, en la parte noroeste del estado indio de Uttarakhand. Se extiende por el Himalaya desde el oeste y centro de Nepal hasta Bután y los estados nororientales de la India, como Sikkim, Assam, Meghalaya, Arunachal Pradesh, Nagaland y Manipur. También se conoce como visitante invernal en el parque nacional de Nameri en Assam. La especie es poco frecuente en el oeste de Sikkim, pero común en Bután. También se encuentra en las regiones de Sylhet y Chittagong de Bangladés, donde es poco común. Su área de distribución se extiende por Birmania, excepto en la región de Tenasserim, y el noroeste de Tailandia. También se registra en el suroeste de Yunnan, en China, y en el sureste del Tíbet. Su distribución en el sureste asiático es discontinua.
En la parte occidental de su área de distribución la especie se encuentra hasta los 1.450 m s. n. m., mientras que en la parte oriental se encuentra hasta los 900 m s. n. m. En Nepal se distribuye desde los 75 a los 1370 m s. n. m. En 1998 la especie se registró a 2.600 m de altitud en reserva natural Eaglenest en Arunachal Pradesh. Cría principalmente por debajo de los 600 m s. n. m. en India y Bután. Se estima que su población es estable y por encima de los 10.000 individuos, distribuidos al menos por 20.000 kilómetros cuadrados. Por ello se clasifica como especie bajo preocupación menor por la UICN.

## Comportamiento y ecología
Es una especie solitaria, que ocasionalmente se encuentra también en parejas o en grupos familiares durante la época de cría. Es un pájaro tímido, que agita su cola mientras busca alimento, y que cuando descansa la abre y cierra como unas tijeras. Normalmente vuela por los cursos de los ríos y arroyos, con vuelo rápido y recto, y ocasionalmente ligeramente ondulante. Suele observarse cerca de las cataratas. Se alimenta de insectos acuáticos y sus larvas, y también crustáceos. Suele buscar alimento en arroyos y ríos de aguas rápidas, incluso por las rocas del centro de la corriente, y ocasionalmente puede meterse en el agua. También puede alimentarse en ríos de aguas tranquilas, estanques, y charcas del bosque y zonas pantanosas forestales. Cuando está inactivo suele permanecer en arbustos y matorrales.
Su época de cría transcurre entre marzo y junio. Su nido consiste en un cuenco de material vegetal, que incluye hojas secas, musgo y fibras diversas, a veces forrado con los esqueletos de las hojas. Puede estar localizado en el hueco de un árbol muerto, en un talud, o un agujero o grieta de las rocas. Normalmente pone tres huevos, que son rosados y ligeramente moteados en pardo rojizo, algo más densas en el extremo del huevo. Los huevos miden una media de 2,08 cm de largo por 1,58 cm de ancho. Tanto el macho como la hembre participan en la construcción del nido y la incubación de los huevos. Aunque la especie es principalmente sedentaria, los individuos de primer año se dispersan desde las zonas de cría paternas entre abril y octubre.